# Eccremis coarctata
Eccremis coarctata är en grästrädsväxtart som först beskrevs av Hipólito Ruiz López och Pav., och fick sitt nu gällande namn av John Gilbert Baker. Eccremis coarctata ingår i släktet Eccremis och familjen grästrädsväxter. Inga underarter finns listade i Catalogue of Life.